# Phần mềm sở hữu độc quyền
Phần mềm sở hữu độc quyền (tiếng Anh: Proprietary software) là loại phần mềm mà người dùng (và cả các hãng phần mềm khác) bị giới hạn quyền thay đổi hay điều chỉnh cho thích hợp với nhu cầu riêng. Những biện pháp ngăn chặn phổ biến gồm có giấy phép bản quyền, bằng sáng chế, không công khai mã nguồn, hoặc ngăn người dùng chạy phần mềm đã qua sửa đổi.
Trái ngược với phần mềm sở hữu độc quyền là phần mềm tự do, phần mềm tự do nguồn mở và phần mềm nguồn mở. Phần mềm sở hữu độc quyền đi kèm giấy phép chủ yếu hạn chế quyền của người sử dụng, trong khi phần mềm tự do, phần mềm tự do nguồn mở và phần mềm nguồn mở thì đi kèm các giấy phép nhằm đảm bảo quyền của người sử dụng và hy sinh một số quyền của các tác giả viết ra nó.